# Communauté de communes du Pays de Fénelon (nouvelle)
Pour l’article homonyme, voir Communauté de communes du Pays de Fénelon.
La communauté de communes du Pays de Fénelon est une communauté de communes française située dans le département de la Dordogne, en région Nouvelle-Aquitaine.

## Histoire
La création de la communauté de communes du Pays de Fénelon a été actée par l'arrêté préfectoral no 2013149-0001 du 29 mai 2013.
Effective le 1er janvier 2014, elle est issue de la fusion de la communauté de communes du Carluxais Terre de Fénelon et de la communauté de communes du Salignacois. Ce nouvel ensemble comprend dix-neuf communes, soit une population municipale de 9 527 habitants au recensement de 2011, sur un territoire de 321,45 km2.
Elle reprend le nom d'une ancienne intercommunalité qui a existé jusqu'en 2003.
Le 1er janvier 2022, le nombre de communes passe de dix-neuf à dix-sept, à la suite de la création de la commune nouvelle de Pechs-de-l'Espérance par fusion de Cazoulès, Orliaguet et Peyrillac-et-Millac.

## Administration
| Période                                  | Période    | Identité          | Étiquette    | Qualité                              |
| ---------------------------------------- | ---------- | ----------------- | ------------ | ------------------------------------ |
| Les données manquantes sont à compléter. |            |                   |              |                                      |
| janvier 2014                             | avril 2014 | Vincent Flaquière | Apparenté PS | Maire de Simeyrols (2001-2020)       |
| avril 2014 (réélu en juillet 2020)       | En cours   | Patrick Bonnefon  | DVG          | Maire de Carsac-Aillac (depuis 2001) |

## Territoire communautaire

### Géographie physique
Située au sud-est  du département de la Dordogne, la communauté de communes du Pays de Fénelon (nouvelle) regroupe 17 communes et présente une superficie de 321,5 km2.

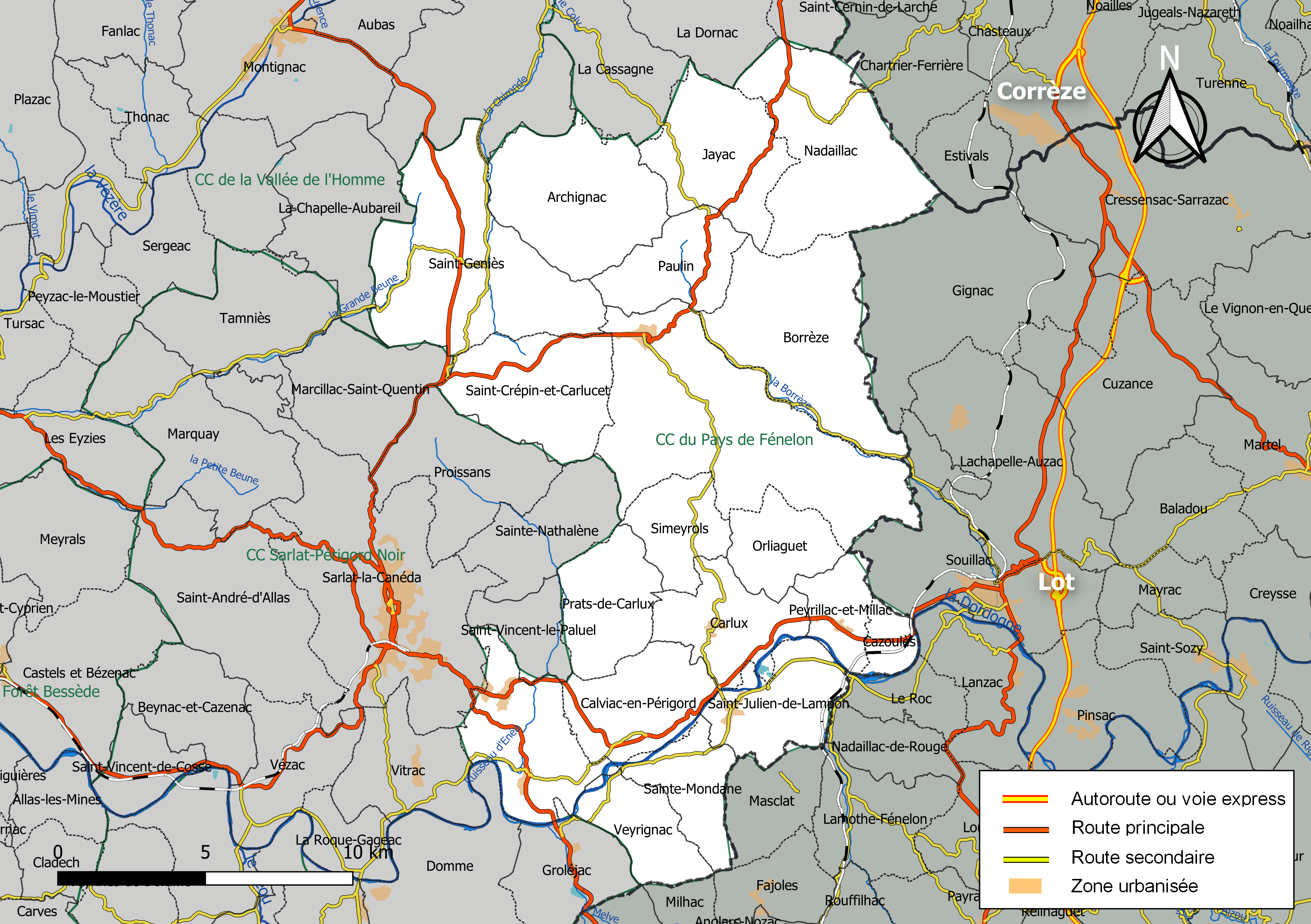
Carte de la communauté de communes du Pays de Fénelon (nouvelle) au 1er janvier 2019.

### Composition

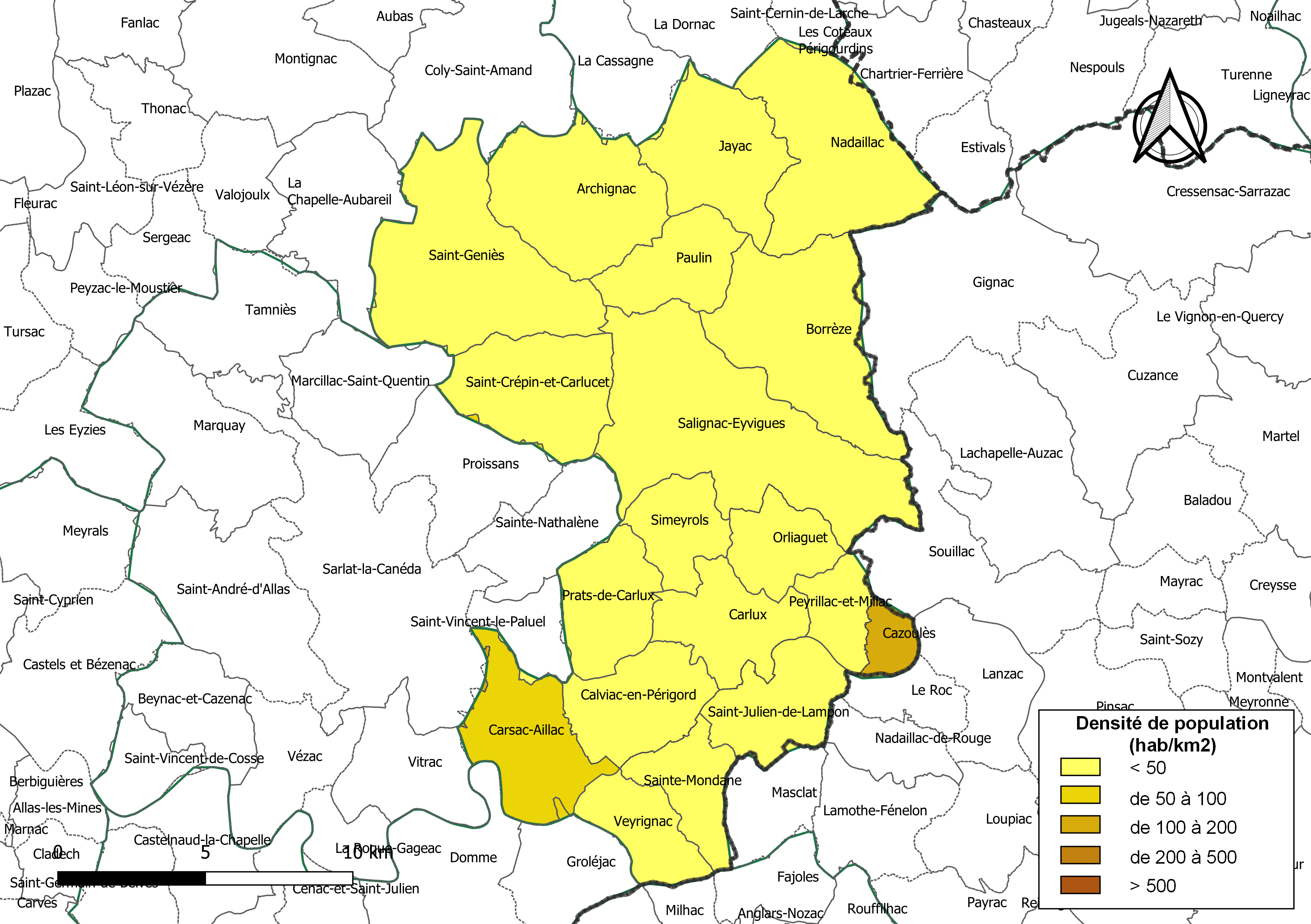
Carte des densités de population (millésimée 2016) des communes de la communauté de communes du Pays de Fénelon (nouvelle). Composition en communes au 1er janvier 2019.

La communauté de communes est composée des 17 communes suivantes :

| Nom                       | Code Insee | Gentilé         | Superficie (km2) | Population (dernière pop. légale) | Densité (hab./km2) |
| ------------------------- | ---------- | --------------- | ---------------- | --------------------------------- | ------------------ |
| Salignac-Eyvigues (siège) | 24516      | Salignacois     | 43,48            | 1 184 (2022)                      | 27                 |
| Archignac                 | 24012      | Archignacois    | 22,9             | 403 (2022)                        | 18                 |
| Borrèze                   | 24050      | Borrèziens      | 27,37            | 352 (2022)                        | 13                 |
| Calviac-en-Périgord       | 24074      | Calviacois      | 14,52            | 541 (2022)                        | 37                 |
| Carlux                    | 24081      | Carluciens      | 13,31            | 655 (2022)                        | 49                 |
| Carsac-Aillac             | 24082      | Carsacois       | 17,31            | 1 549 (2022)                      | 89                 |
| Jayac                     | 24215      | Jayacois        | 17,77            | 188 (2022)                        | 11                 |
| Nadaillac                 | 24301      | Nadaillacois    | 26,9             | 376 (2022)                        | 14                 |
| Pechs-de-l'Espérance      | 24325      |                 | 19,69            | 784 (2022)                        | 40                 |
| Prats-de-Carlux           | 24336      | Pradins         | 13               | 487 (2022)                        | 37                 |
| Saint-Crépin-et-Carlucet  | 24392      | Saint-Crépinois | 18,51            | 532 (2022)                        | 29                 |
| Saint-Geniès              | 24412      | Saint-Genois    | 33,59            | 893 (2022)                        | 27                 |
| Saint-Julien-de-Lampon    | 24432      | Lamponais       | 13,24            | 657 (2022)                        | 50                 |
| Sainte-Mondane            | 24470      | Mondanais       | 9,63             | 301 (2022)                        | 31                 |
| Simeyrols                 | 24535      | Simeyrolais     | 9,26             | 256 (2022)                        | 28                 |
| Veyrignac                 | 24574      | Veyrignacois    | 9,54             | 325 (2022)                        | 34                 |

### Démographie
Le tableau et le graphique ci-dessous correspondent au périmètre de la communauté de communes du Pays de Fénelon actuelle, créée en 2014.
| 1968  | 1975  | 1982  | 1990  | 1999  | 2010  | 2015  | 2021  |
| ----- | ----- | ----- | ----- | ----- | ----- | ----- | ----- |
| 7 512 | 7 247 | 7 628 | 7 965 | 8 284 | 9 423 | 9 679 | 9 668 |

## Représentation
À partir du renouvellement des conseils municipaux de mars 2014, le nombre de délégués siégeant au conseil communautaire est le suivant : douze communes disposent d'un siège. Les communes plus peuplées en ont plus (deux pour Calviac-en-Périgord, Carlux, Prats-de-Carlux et Saint-Julien-de-Lampon ; trois pour Saint-Geniès et Salignac-Eyvigues, et quatre pour Carsac-Aillac), ce qui fait un total de 30 conseillers communautaires.
Au renouvellement des conseils municipaux de mars 2020, le conseil communautaire de la communauté de communes se compose de 32 délégués représentant chacune des communes membres et élus pour une durée de six ans.
Ils sont répartis comme suit :
| Nombre de délégués | Communes                                                                                       |
| ------------------ | ---------------------------------------------------------------------------------------------- |
| 5                  | Carsac-Aillac                                                                                  |
| 3                  | Saint-Geniès, Salignac-Eyvigues                                                                |
| 2                  | Carlux, Prats-de-Carlux, Calviac-en-Périgord, Saint-Crépin-et-Carlucet, Saint-Julien-de-Lampon |
| 1                  | chacune des 9 autres communes                                                                  |